# Otto Scheerpeltz
Otto Scheerpeltz (* 16. Juli 1888 in Stadt-Neugasse bei Olmütz; † 10. November 1975 in Wien) war ein österreichischer Entomologe (Koleopterologe).

## Leben
Scheerpeltz besuchte die Staatsoberrealschule in Olmütz. Er interessierte sich schon auf der Schule vor allem für Zoologie und Botanik, studierte aber auf Wunsch des Vaters ab 1905 in Wien Bauingenieurwesen an der Technischen Hochschule. Nach der ersten Staatsprüfung wurde er Lehrer für Darstellende Geometrie und Technisches Zeichnen an der Schottenfelder Oberrealschule in Wien, zunächst als Supplent, nachdem er 1910 die Lehramtsprüfung ablegte mit einer vollen Stelle als Lehrer. Sein Studium musste er zuvor aus finanziellen Gründen abbrechen, nahm aber 1922 wieder ein Studium in Zoologie und Botanik auf – trotz hoher Lehrbelastung an zwei Mittelschulen – und wurde 1930 summa cum laude promoviert. 1936 war er Studienrat und später stellvertretender Direktor und er stand kurz vor der Habilitation, was aber durch Ausbruch des Zweiten Weltkriegs verhindert wurde. Angebote von Hans Leo Przibram für eine Stelle an der Biologischen Versuchsanstalt (Vivarium), von R. Jeannet in Paris oder von Teiso Esaki nach Tokio lehnte er ab, ebenso wie 1943 an die Universität Göttingen – wie andernorts war man nicht zuletzt an seiner Sammlung samt Spezialliteratur interessiert. Er war bis zur Pensionierung 1945 Lehrer an der Schottenfelder Oberrealschule in Wien, wobei er zuletzt noch zum Oberstudienrat befördert wurde. 1948 wurde er Leiter der Koleopteren-Abteilung im Naturhistorischen Museum Wien. Er baute dort die Sammlungen und die Bibliothek neu auf und wurde 1953 offiziell mit 65 Jahren pensioniert, arbeitete aber in Teilzeit weiter am Museum, neben seiner Tätigkeit in seinem Privatlabor. Sein Nachfolger am Museum war sein ehemaliger Assistent F. Janczyk. Ab 1969 war er durch einen Unfall an das Haus gebunden. Seine wissenschaftliche Arbeit setzte er bis kurz vor seinem Tod fort.

## Werk
Angeregt durch seinen Lehrer Franz Werner befasste er sich mit Entomologie und hier besonders mit den Kurzflüglern (Staphylinidae). Er baute auf diesem Gebiet eine der größten Sammlungen der Welt auf mit 300.000 Exemplaren (rund 10.000 Typen und Paratypen), teilweise aus Schenkungen anderer Entomologen. Die Sammlung und seine Bibliothek vermachte er dem Naturhistorischen Museum Wien. Er galt auf diesem Gebiet als einer der führenden Experten mit weltweiten Kontakten. Von ihm stammen zahlreiche Erstbeschreibungen, wobei ihm bei den Beschreibungen sein Zeichentalent zu Hilfe kam. Dabei trug er die Kosten seiner umfangreichen weltweiten Korrespondenz samt Tauschverkehr auch nach seiner Pensionierung weitgehend selbst. Von ihm stammen über 200 Veröffentlichungen.
Mit Max Bernhauer erstellte er einen Katalog der Staphylinidae (als Teil von Wilhelm Junk und Sigmund Schenkling, Coleopterorum Catalogus), der 1926 erschien und 12.740 Arten umfasste. 1932 wurde sie von Scheerpeltz auf 19.900 Arten erweitert. Im Jahr 2000 waren etwa 45.000 Arten bekannt.

## Ehrungen und Privates
1958 erhielt er das Ehrenzkreuz für Wissenschaft und Kunst I. Klasse und 1975 das Große Ehrenzeichen für Verdienste um die Republik Österreich.
In seiner Arbeit wurde er durch seine Frau Flora Hartel (gestorben 1974), die er 1912 heiratete, unterstützt.

## Schriften
- Ameisen, Neue Brehm Bücherei 1951
- mit Karl Höfler: Käfer und Pilze, Verlag für Jugend und Volk 1948

Er verfasste den Staphylinidae Band des Catalogus Faunae Austriae, 1968.